# Performatief werkwoord
Een performatief werkwoord of ook performatief is in de pragmatiek een werkwoord dat tot doel heeft een verandering in de wereld teweeg te brengen door het te representeren als zijnde veranderd. Performatieven behoren tot het type illocutionaire taalhandeling dat J.R. Searle het declaratieve illocutionaire punt noemt.
Het idee Performatief werkwoord is ontsproten aan de theorieën van John Austin en John Searle, die een overkoepelend model van taalhandelingen uitwerkten, waarbij een onderscheid tussen de uiting (locutie) en de onderliggende inhoud (illocutie) werd gemaakt.
Enkele voorbeelden:
- Ik doop u Willibrordus.

(Door het uitspreken van deze zin geschiedt de taalhandeling, namelijk het doopsel.)
- Ik verklaar de zitting voor geopend.

(De zitting wordt geopend zodra deze zin wordt uitgesproken.)
- Ik arresteer u op verdenking van tegendraadsheid.

(De arrestatie grijpt plaats met het uitspreken van deze zin.)
Performatieve werkwoorden worden gewoonlijk in de eerste persoon uitgesproken, hebben een min of meer gestandaardiseerd karakter en vooronderstellen dat diegenen die ze uitspreken daartoe een bepaalde institutionele bevoegdheid bezitten.